# عبوين
عِبْوين هي قرية فلسطينية تقع في الضفة الغربية من أراض السلطة الفلسطينية. وتتبع محافظة رام الله والبيرة، وتبعد عنها من جهة الشمال 30 كم على ارتفاع 680 متر عن سطح البحر. وقعت تحت الاحتلال الإسرائيلي في حرب 1967.

## التسمية
قد يكون اسم عبوين جاء من (عوب) وهي كلمة سامية ومعناها الخفاء والظلمة، و(عابا) السريانية بمعنى الحرش.

## الجغرافيا
تعتبر من أكبر قرى محافظة رام الله والبيرة من حيث المساحة، حيث تبلغ مساحتها الكلية 25000 دونما بينما تبلغ مساحة المخطط الهيكلي فيها 2345.6 دونم، أما المساحة العمرانية للقرية حوالي 1500دونم.

## الزراعة
أهم المزروعات الشجرية المثمرة في القرية الزيتون، التين، العنب، التفاح، الدرّاق، الكمثرى، وتزرع الخضراوات المختلفة لغزارة المياه الموجودة يوجد في القرية وأطرافها 13 ينبوعاً، وبحاجة ماسة إلى صيانة تلك الينابع.

## السكان
بلغ عدد سكان القرية عام 1922م حوالي 543 نسمة، وفي عام 1945م 880 نسمة، وبعد عدوان حزيران 1967م بلغ عدد سكانها حسب الإحصاء الصهيوني 1001 نسمة، ارتفع هذا العدد ليصل عام 1987م حوالي 1672 نسمة وبلغ عدد سكانها 6500 نسمة حتى عام 2006م، ويعود بعض سكان القرية من ال سحويل بأصولهم إلى العوران من الطفيلة. ويقدر عدد المغتربين من أهالي بلدة عبوين بحوالي 3000 نسمة موزعين في الدول العربية والأجنبية والخليج العربي.

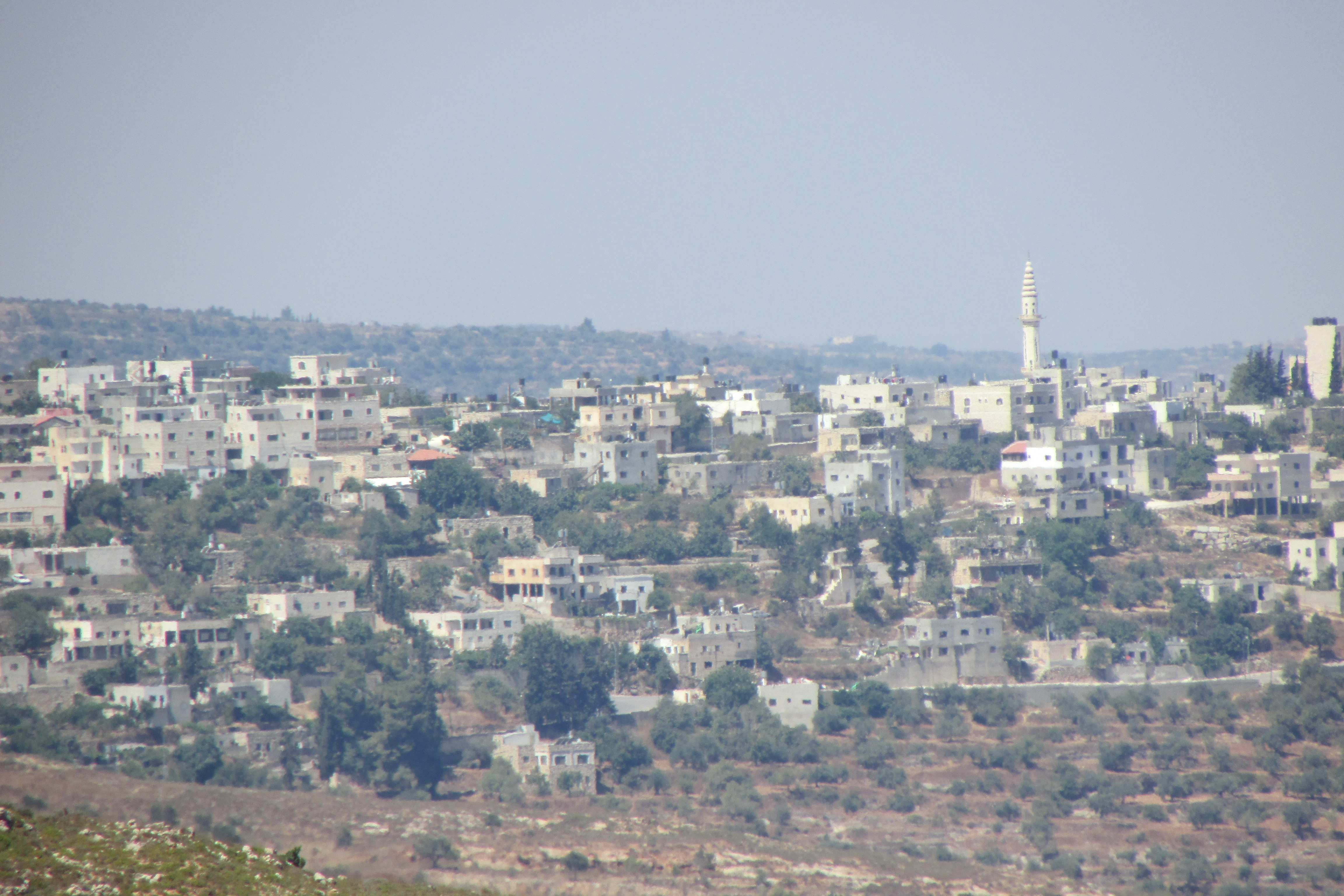
قرية عبوين

## التعليم
يوجد في عبوين ثلاثة مدارس:-
1- مدرسة بنات عبوين الثانوية (أدبي) ويبلغ عدد الطلبة فيها ما يزيد عن 400 طالبة.
2- مدرسة ذكور عبوين الثانوية (أدبي وعلمي) ويبلغ عدد طلابها ما يزيد عن 500 طالب والصفوف العلمي الحادي عشر والثاني عشر (مختلط).
3- مدرسة عبوين الأساسية المختلطة (من الصف الأولى إلى الصف الرابع) وقد بدأت عام 2006/2007 م ويدرس فيها ما يزيد عن 300 طالب وطالبة.

## الأماكن الدينية والاثرية
الاماكن الدينية
- مسجد عبوين الكبير.
- مسجد عبوين القديم.
- مسجد الفاروق.[6]

الأماكن الأثرية
- البلدة القديمة وتحتوي على العديد من المعالم والمواقع الأثرية المعاصر والقبور.
- قصر الشيخ موسی الاحمد سحويل.[7]

## البنية التحتية
يوجد في بلدة عبوين شبكة كهرباء تأسست عام 1978 م وهي تابعة لشركة كهرباء القدس وبحاجة ماسة إلى توسعة وصيانة حيث لم تتم عليها أي توسعة منذ ذلك التاريخ، كما يوجد شبكة مياه تأسست عام 1987م وشبكة المياه أيضا بحاجة ماسة إلى توسعة وصيانة، ويوجد شبكة هواتف كانت على مرحلتين: هواتف هوائية (بدالة) منذ عام 1978م وشبكة الهواتف الحديثة التي تأسست عام 1997م، وأما شبكة الصرف الصحي فتعاني بلدة عبوين من عدم وجود شبكة للصرف الصحي ويعتمد الأهالي على الحفر الامتصاصية مما تسبب مشاكل بيئية وصحية. كما يوجد فيها عيادة صحية تابعة لوزارة الصحة (طبيب عام) ويواجه أهالي بلدة عبوين من مشكلة في عدم توفر خدمات صحية كافية حيث يتوجهون إلى مدينة رام الله وسلفيت لتلقي العلاج ويوجد ايضاً عيادات خاصة طب عام وعيادات اسنان

## تاريخها

### العصر القديم
تم العثور على قطع فخارية تعود إلى العصر الحديدي الثاني، والعصر الفارسي، العصر الهلنستي والعصر البيزنطي، والعصر الصليبي. حدد الباحث راينهولد روخرت أن قرية عبوين كانت تُعرف في العهد الصليبي بإسم كاسال بوبيل او كاسال بوبين. يوجد في القرية مقام قديم لرجل مقدس يسمى الشيخ يعقوب، ووفقاً للباحث موشيه شارون فقد تم إهمال القبر، كان يوجد فيه نقش يرجع تاريخه إلى 1339 بخط النسخ المملوكي، وتبين ان النقش يشير إلى الحاج يعقوب بن الشيخ داوود بن أحمد الذي كان قد توفي في ذلك العام. واكتُشف في القرية كنز من 406 عملات فضية ومعظمها من فترة السلطان بيبرس.

### العصر العثماني
تم دمج القرية في الإمبراطورية العثمانية عام 1517 مع باقي فلسطين. في عام 1596م، ورد اسمها في سجلات الضرائب العثمانية على أنها تقع في مناطق القدس، حيث كان عدد سكانها 53 أسرة. دفع سكان القرية ضريبة ثابتة بنسبة 33.3% على محاصيل الشعير والقمح، وأشجار الزيتون والكروم، بالإضافة إلى الضرائب المفروضة على خلايا النحل، بإجمالي 8750 اقجة. في عام 1838م، وصفت القرية بأنها قرية مسلمة تتبع إدارياً  في ذلك الوقت لقرية قراوة بني زيد. خلال هذه الفترة استقر بعض سكان قرية عبوين في قرية صرفند الخراب قري الرملة. في عام 1870 زار فيكتور غيران القرية وذكر أن عدد سكانها حوالي 300 نسمة. ووصفها بأنها منطقة غنية بموارد المياه، وتحيط بها أشجار الجوز مع بساتين التين والزيتون والرمان. بحسب القائمة العثمانية في الفترة ذاتها كان في القرية 158 منزلاً وبلغ عدد سكانها حينها 429 رجلاً، دون احتساب النساء والأطفال. في عام 1896م، قُدّر عدد سكانها بحوالي 933 نسمة.

### عصر الإنتداب البريطاني
وفقاً لتعداد عام 1922 الذي أجرته سلطات الانتداب، بلغ عدد سكان القرية 543، وارتفع في تعداد عام 1931 إلى 695 يعيشون في 171 منزلاً. وبحسب إحصاءات 1945 بلغ عدد سكان القرية 880، فيما بلغت مساحة أراضيها الإجمالية 16,205 دونم . 1,863 دونماً مخصصة للبساتين والأراضي القابلة لري، 8,296 دونماً مستخدمة لزراعة الحبوب، 36 دونماً مصنفة كمناطق مبنية.

### العصر الأردني
بعد النكبة الفلسطينية عام 1948، وبعد اتفاقيات الهدنة عام 1949، أصبحت عبوين تحت الحكم الأردني. في عام 1961 بلغ عدد سكانها 1174 نسمة.

### ما بعد 1967
منذ حرب الأيام الستة عام 1967، أصبحت قرية عبوين تحت الاحتلال الإسرائيلي. بعد اتفاقيات عام 1995، تم تصنيف 79.8% من أراضي القرية منطقة أ، و 9.2% كمنطقة ب، والباقي منطقة ج.
تم تجديد قلعة سحويل في القرية عام 1996. وفي عام 2005 أنشأت السلطة الوطنية الفلسطينية بلدية مكونة من 13 عضوًا لإدارة الشؤون المدنية للمدينة. جرت انتخابات في البلدية عام 2004، وتنافس 28 مرشحاً على مقعد رئيس البلدية، فازت فاطمة سحويل، وهي عضو في حركة فتح ومديرة مدرسة ثانوية للبنات في المنطقة.